# موقع طريق الإسلام
طريق الإسلام هو موقع إنترنت إسلامي مهتم بالصوتيات الإسلامية، يحتوي على أكثر من 40 ألف ساعة صوتية، كما يوجد قسم للفتاوى والمقالات والفلاشات التعليمية وركن خاص بالنساء، بدأ في إنشاء هذا الموقع شخصان فقط في أواخر العام 1998 تقريباً حتى وصل الآن عدد أفراد فريق العمل لأكثر من 150 متطوع، ويحوي أكبر مكتبة إسلامية على الإنترنت.

## منهج الموقع
- قائم على التمسك بالدليل الشرعي من القرآن الكريم، ومن سنة رسول الله صلى الله عليه وسلم.
- ينبذ التعصب لحزب أو جماعة أو طائفة.
- التكامل والتعاون في نشر الخير مع كافة وسائل الإعلام الإسلامية.[2]

## أهداف الموقع
- تربية جيلٍ صاعدٍ، وتصحيح المفاهيم من خلال نشر العلم الشرعي؛ المستند إلى مصادر الشريعة الإسلامية الثابتة.
- الدعوة إلى اجتماع الأمة ونبذ التفرق، فالموقع يَسَعُ كل الأطياف الإسلامية؛ شريطة نشر الحق دون سواه، ويدعو لنبذ التفرق بين الدعاة والحركات الإسلامية.
- التعريف بقضايا الأمة، ونصرة قضايا المسلمين أينما كانوا، ونصرة الشريعة الإسلامية، وتوضيح ما قد يبثه أعداؤها من شبهات.
- صناعة رأي عام منضبط بضوابط الشرع.[3]

## إحصائيات
يزور الموقع يوميًا أكثر من 150 ألف زائر يتصفحوا من 600 ألف إلى مليون صفحة يوميًا.

## أقسام الموقع
الخطب والدروس
- الدروس: يحتوي الموقع في لحظة تعديل هذا المقال على 96,648 خطبة أو درس أو محاضرة لـ 794 عالماً وداعية. ويذكر أنه تم الاستماع وتم تحميل هذه الدروس لعدد 709,728,619 مرة، وهو رقم في تضخم مع كل ثانية. كما أنه يُذكر أن بهذا القسم خطباً لشيوخ مصريين سُجلت أثناء فترة اعتقالهم، بالإضافة إلى وجود خطباً لدعاة لا يعلمهم الكثيرون، ولكن زوار الموقع ساهموا في تسجيلها وإرسالها لإدارة الموقع.

القرآن الكريم
القرآن الكريم: يحتوي على 35,917 تلاوةٌ قرآنية لـ 351 قارئاً من مختلف دول العالم. وقراءات برواياتٍ مختلفة، وإصداراتٍ من المصحف المعلم، وتسجيلاتِ الحرمين، وتسجيلاتِ الإذاعة المصرية.
الأناشيد الإسلامية
الأناشيد الإسلامية: يحتوي على 569 ألبوم إنشادي، ويحتوي على 5,425 نشيد.
الفتاوى
الفتاوى: يحتوى على 30,288 فتوى بين مسموعة ومكتوبة.
وقد تم إضافة محرك بحث متقدم إلى موسوعة الفتاوى يمكنك الوصول إليه من هنا.
المقالات
المقالات: يحتوي على 10,992 مقالة ومطوية، وقد وصل إجمالي القراء للمقالاتِ المنشورةِ بالموقع حوالي 71,830,566 قارئاً بفضلٍ من الله عز وجل.
مكتبة الكتب
مكتبة الكتب: وتتميز أنها من أكثر الأقسام تنوّعاً في اللغات، حيث تحوي عدداً كبيراً من اللغات تُقدّر بحوالي 37 لغةً غيرَ اللغة العربية، ويوجد بالمكتبة أكثر من 3,986 كتاباً. وقد تم تطوير صفحتها الرئيسية مؤخراً.
الفلاشات الدعوية
الفلاشات الدعوية: يحتوي على كمّ هائلٍ من إبداعات الشباب المسلم المتطوع في فن الفلاش.
المرئيات
المرئيات: وكان من أفقر الأقسام بالموقع وهو يحتوي على بعض الأناشيد والأفلام التسجيلية. إلى أن ظهرت تلك القنوات الفضائية الإسلامية وسمحت إدارة الموقع بالفيديو كوسيلةٍ دعوية زخر الموقع بالكثير من المرئيات المسجلة من تلك القنوات ومن المساجد وهي في عمومها تسجيلات لخطب ومحاضرات ولقاءات المشايخ.
ركن الأخوات
ركن الأخوات: يُعتبر موقع منفصل فأهم ما يُميّزه وجود منتدي نسائي يُشرف عليه عددٌ من الداعيات الإسلاميات.
الجوال الإسلامي
الجوال الإسلامي: هو قسم يحتوي على مواد إسلامية بصِيَغٍ تُلائم الهواتف الذكية وهواتف الجافا والأجهزة الكفيّة.
بساتين الخير
بساتين الخير: موقع بساتين الخير هو أحد أقسام موقع طريق الإسلام، يحق لأي مسلم استخدام مواد صفحة بساتين الخير لغرض الاستخدام الشخصي أو الدعوي، ولا يجوز استخدامها للأغراض التجارية.
الدليل الإسلامي
يحتوى الدليل الإسلامي على 728 خدمة متنوِّعة في 50 دولة في مختلف أنحاء العالم.
واحة الأدب
يحتوى قسم واحة الأدب على 96 قصيدة تتنوّع بين المسموعة والمقروءة. 

## دخل الموقع
- يعتمد الموقع بالدرجة الأولى على التبرعات العامة والإعلانات.

## لغات الموقع
- منذ إنشاء الموقع وإدارته تسعى لزيادة عدد اللغات المتاحة للموقع، فقد بدأ عند تأسيسه باللغة الإنجليزية بشكل أكبر من اللغة العربية، ثم زادت عدد اللغات حتى وصلت إلى حوالي 41 لغة وهي: عربية، إنجليزية، فرنسية، أردو، هندية، طاجيكية، صينية، فلاتية، روسي، إسبانية و........
- يمكن الوصول للقسم الإنجليزي من هنا ، ولباقي اللغات يمكنك الوصول لها من هنا.

## الملفات الخاصة
- ملف نصرة الرسول وهو ملف يُعَرِّفْ الغرب برسول الإسلام، وهذا من خلال عشر لغات علاوة على اللغة العربية.
- كما أن هناك ملفاً آخر لنصرة الرسول باللغة العربية يمكن الاطلاع عليه من هنا.
- ملف الحج
- ملف غزة

## وصلات خارجية
- صفحة موقع طريق الإسلام على الفيسبوك
- صفحة موقع طريق الإسلام على +Google
- صفحة موقع طريق الإسلام على اليوتيوب

## روابط خارجية
- موقع طريق الإسلام